# 9954 Brachiosaurus
9954 Brachiosaurus este o planetă minoră (asteroid) din centura de asteroizi. A fost descoperită pe 8 aprilie 1991 la Observatorul European Austral de Eric Walter Elst și a fost numită după Brachiosaurus. 
Obiectul prezintă o orbită caracterizată de o semiaxă mare de 2,7587366 UAi, o excentricitate de 0,13, o înclinație de 9,09301 ° în raport cu ecliptica.